# Noventa y cinco
El noventa y cinco (95) es el número natural que sigue al noventa y cuatro y precede al noventa y seis.

## Propiedades matemáticas
- Es un número compuesto, que tiene los siguientes factores propios: 1, 5 y 19. Como la suma de sus factores es 25 < 95, se trata de un número defectivo.
- En 95, la función de Mertens, que es negativa para la mayor parte de los números anteriores, alcanza un nuevo máximo de 2. Esta marca vuelve a ser superada en 218.

## En otros medios
- El número que Rayo McQueen usó en la película Cars.

## Características
- El 95 es el número atómico del americio.
- Es el código telefónico internacional de Birmania.

- Datos: Q595170
- Multimedia: 95 (number) / Q595170